# Susan Solomon
Susan Solomon (Chicago, 19 de enero de 1956) es una química atmosférica estadounidense, que ha trabajado durante la mayor parte de su carrera para la Administración Nacional Oceánica y Atmosférica.

## Carrera científica
Su interés en la ciencia comenzó cuando en su niñez vio el programa de televisión El Mundo Subacuático de Jacques Cousteau. En el Instituto de enseñanza media, fue tercera en una feria de ciencia nacional, con un proyecto que midió el porcentaje de oxígeno en una mezcla de gases.
Tras licenciarse en Química por el Instituto de Illinois de Tecnología (1977), recibió su Ph.D. en Química por la Universidad de California, Berkeley (1981), donde se especializó en química atmosférica. Se casó con Barry Sidwell en 1988.

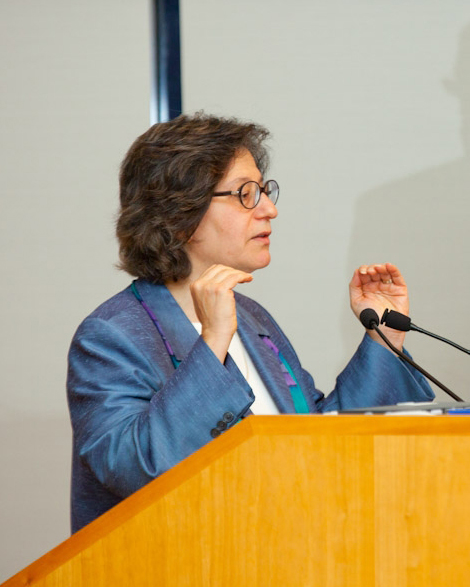
Susan Solomon, 2010

Fue directora del Grupo de Química y Procesos del Clima de la Administración Nacional Oceánica y Atmosférica, División de Ciencias Químicas hasta que en 2011 comenzó a trabajar en la Facultad del Departamento de Tierra, Ciencias Atmosféricas y Planetarias en el Instituto de Tecnología de Massachusetts, junto a la profesora Ellen Swallow Richards en diversas investigaciones relacionadas con las ciencias de clima y la química atmosférica. El trabajo de Solomon fue el primero en proponer el clorofluorocarburo mecanismo de reacción radical libre como una causa factible del agujero de ozono antártico.
Solomon es miembro de la Academia Nacional de Ciencias, la Academia Europea de Ciencias, y la Academia de Ciencias de Francia. El Papa Francisco la nombró en agosto de 2021, miembro de la Pontificia Academia de las Ciencias.
En 2008, fue seleccionada por la revista Time como una de las cien personas más influyentes en el mundo. También colabora en el Boletín de Científicos Atómicosdel Consejo de ciencia y seguridad.
Solomon ha trabajado con diversos colegas en el NOAA Laboratorio de Búsqueda de Sistema de Tierra, desde el que investigaron el origen del agujero de ozono antártico, originado por una reacción heterogénea de ozono y clorofluorocarburos radicales libres en la superficie de las partículas de hielo en nubes altas sobre la Antártida. En 1986 y 1987, Solomon dirigió la Expedición Nacional de Ozono en el Estrecho de McMurdo, donde el equipo reunió evidencias para confirmar las reacciones aceleradas. Susan fue la única mujer líder de la expedición. Su equipo midió niveles de óxido de cloro cien veces más altos que los esperados en la atmósfera, los cuales habían sido liberados por la descomposición de clorofluorocarburos por radiación ultravioleta.
También mostró que los volcanes podrían acelerar las reacciones causadas por clorofluorocarburos, aumentando el daño a la capa de ozono. Su trabajo formó la base del Protocolo de Montreal de la ONU, un acuerdo internacional para regular sustancias químicas dañinas y proteger así la capa de ozono.
Intervino en el Panel Intergubernamental de Cambio Climático. Es coautora del Tercer Informe de Valoración, y catedrática del Grupo Laborable para el Cuarto Informe de Valoración.

## Premios
- 2015 – Doctorado honoris causa por la Universidad de Brown.
- 2013 – Premio Vetlesen por su trabajo en el agujero de ozono.
- 2012 – Premio Fundación BBVA Fronteras del Conocimiento en la categoría de Cambio del Clima.
- 2010 – Medalla de Servicio a los Estados Unidos, otorgada por la Sociedad para el Servicio Público.[13]
- 2009 – Premio Volvo del Medioambiente, otorgado por la Real Academia de las Ciencias de Suecia.[14]
- 2009 – Ingreso en el Salón de la Fama Nacional de las Mujeres.[15]
- 2008 – Gran Medalla de la Academia de Ciencias de Francia.[16]
- 2007 – Medalla William Bowie, otorgada por la Unión Americana de Geofísica.
- 2006 – Ingreso en el Salón de la Fama de las Mujeres de Colorado.[17]
- 2004 – Premio de Planeta Azul, otorgado por el Asahi Fundación de Vaso[18]
- 2000 – Carl-Gustaf Rossby Medalla de Búsqueda, otorgado por la Sociedad Meteorológica americana[19]
- 1999 – Medalla Nacional de Ciencia, otorgado por el Presidente de los Estados Unidos[20]
- 1994 – Glaciar de Solomon (78°23′S 162°30′E / -78.383, 162.500), un glaciar antártico nombrado en su honor.
- 1994 – Collado de Solomon (78°23′S 162°39′E / -78.383, 162.650), un paso nevado antártico situado a 1850 metros de altura, nombrado en su honor.
- 1991 – Premio Henry G. Houghton de investigación en meteorología física, otorgado por la Sociedad Meteorológica Estadounidense.[19][21]

## Publicaciones
- La Marcha más Fría: la expedición antártica Fatal de Scott, Yale Prensa Universitaria, 2002 ISBN 0-300-09921-5 - Describe la historia del capitán Robert Falcon Scott y su fallido expedición antártica en 1912, realizando además una comparación entre datos meteorológicos modernos y los que experimentaró la expedición de Scott, en un intento de aclarar las razones de la defunción de la partida polar de Scott.
- Aeronomía De la Atmósfera Media: Química y Física de la Estratosfera y Mesosfera, 3.ª Edición, Salmer, 2005 ISBN 1-4020-3284-6 - Describe la química y física de la atmósfera media, entre los 10 km y los 100 km de altitud.